# Hohenholm
Hohenholm (estniska: Kõrgessaare) är en småköping (alevik) på nordvästra Dagö i Estland. Orten ligger i Dagö kommun i landskapet Hiiumaa (Dagö), 140 km sydväst om huvudstaden Tallinn och 16 km väst om residensstaden Kärrdal. Hohenholm hade 364 invånare år 2011.
Hohenholm var centralort i Kõrgessaare kommun 1992–2013. Den tidigare kommunen motsvarade Röicks socken som var känd som estlandssvenskarnas hemort på Dagö. 90 procent av alla svenskspråkiga på Dagö deporterades 1781 till Gammelsvenskby i Ukraina på Katarina II:s befallning.
I Hohenholm lät Jakob De la Gardie uppföra en herrgård 1624. Huvudgodset på Dagö var dock alltid Pühaleps gård, kallad Grossenhof – på dagösvenska Storhovet. Ägandet av Hohenholms herrgård övergick på 1700-talet till ätten Stenbock och senare Ungern-Sternberg. Under andra hälften av 1900-talet förföll herrgården och 1972 revs den. 
Hohenholm ligger på udden Ninametsa poolsaar och vid viken Reigi laht där ortens hamn är belägen.
I kyrkligt hänseende hör orten till Röicks församling inom den Estniska evangelisk-lutherska kyrkan.